# Communauté de communes Cœur et Coteaux du Comminges
La communauté de communes Cœur et Coteaux du Comminges est une communauté de communes française située dans le département de la Haute-Garonne, en région Occitanie.

## Historique
Dans le cadre des dispositions de la loi portant nouvelle organisation territoriale de la République du 7 août 2015, qui prévoit que les établissements publics de coopération intercommunale (EPCI) à fiscalité propre doivent avoir un minimum de 15 000 habitants, les cinq intercommunalités : 

- communauté de communes du Boulonnais ; 

- communauté de communes Nébouzan-Rivière-Verdun ; 

- communauté de communes des Portes du Comminges ;

- communauté de communes du Saint-Gaudinois ;

- communauté de communes des Terres d'Aurignac ;

fusionnent par un arrêté préfectoral du 16 décembre 2016 qui a pris effet le 1er janvier 2017

## Territoire communautaire

### Géographie
L'intercommunalité est la cinquième communauté de communes d’Occitanie par son nombre d’habitants et la première intercommunalité à fiscalité propre par son nombre de communes.

### Composition
En 2024, la communauté de communes est composée des 104 communes suivantes :

| Nom                        | Code Insee | Gentilé                      | Superficie (km2) | Population (dernière pop. légale) | Densité (hab./km2) |
| -------------------------- | ---------- | ---------------------------- | ---------------- | --------------------------------- | ------------------ |
| Saint-Gaudens (siège)      | 31483      | Saint-Gaudinois              | 27,35            | 11 869 (2022)                     | 434                |
| Agassac                    | 31001      | Agassaçois                   | 9,58             | 117 (2022)                        | 12                 |
| Alan                       | 31005      | Alanais                      | 11,29            | 289 (2022)                        | 26                 |
| Ambax                      | 31007      | Ambaxois                     | 5,95             | 59 (2022)                         | 9,9                |
| Anan                       | 31008      | Anannais                     | 13,43            | 265 (2022)                        | 20                 |
| Aspret-Sarrat              | 31021      | Aspratois                    | 3,82             | 128 (2022)                        | 34                 |
| Aulon                      | 31023      | Aulonais                     | 14,9             | 313 (2022)                        | 21                 |
| Aurignac                   | 31028      | Aurignacais                  | 17,95            | 1 240 (2022)                      | 69                 |
| Ausson                     | 31031      | Aussonnais                   | 4,39             | 592 (2022)                        | 135                |
| Bachas                     | 31039      | Bachassois                   | 2,62             | 89 (2022)                         | 34                 |
| Balesta                    | 31043      | Balestois                    | 7,16             | 158 (2022)                        | 22                 |
| Benque                     | 31063      | Benquois                     | 11,3             | 175 (2022)                        | 15                 |
| Blajan                     | 31070      | Blajanois                    | 12,68            | 433 (2022)                        | 34                 |
| Boissède                   | 31072      | Boissédois                   | 3,84             | 68 (2022)                         | 18                 |
| Bordes-de-Rivière          | 31076      | Bordiens                     | 8,52             | 460 (2022)                        | 54                 |
| Boudrac                    | 31078      | Boudracais                   | 11,64            | 149 (2022)                        | 13                 |
| Boulogne-sur-Gesse         | 31080      | Boulonnais                   | 24,73            | 1 658 (2022)                      | 67                 |
| Boussan                    | 31083      | Boussaniens                  | 12,45            | 230 (2022)                        | 18                 |
| Bouzin                     | 31086      | Bouzinois                    | 4,27             | 81 (2022)                         | 19                 |
| Cardeilhac                 | 31108      | Cardeilhacais                | 18,41            | 258 (2022)                        | 14                 |
| Cassagnabère-Tournas       | 31109      | Cassagnaberois               | 25,24            | 467 (2022)                        | 19                 |
| Castelgaillard             | 31115      | Castelgaillardois            | 6,82             | 56 (2022)                         | 8,2                |
| Castéra-Vignoles           | 31121      | Castolois                    | 4,19             | 59 (2022)                         | 14                 |
| Cazac                      | 31593      | Cazacois                     | 6,23             | 78 (2022)                         | 13                 |
| Cazaril-Tambourès          | 31130      | Cazabourois                  | 6,93             | 85 (2022)                         | 12                 |
| Cazeneuve-Montaut          | 31134      | Cazeneuvois                  | 4,59             | 90 (2022)                         | 20                 |
| Charlas                    | 31138      | Charlasiens                  | 11,32            | 253 (2022)                        | 22                 |
| Ciadoux                    | 31141      | Ciadouzains                  | 9,73             | 226 (2022)                        | 23                 |
| Clarac                     | 31147      | Claracais                    | 4,74             | 676 (2022)                        | 143                |
| Coueilles                  | 31152      | Coueillois                   | 6,45             | 90 (2022)                         | 14                 |
| Cuguron                    | 31158      | Cuguronois                   | 7,07             | 164 (2022)                        | 23                 |
| Le Cuing                   | 31159      | Cuingois                     | 13,05            | 479 (2022)                        | 37                 |
| Eoux                       | 31168      | Eouxiens                     | 9,17             | 131 (2022)                        | 14                 |
| Escanecrabe                | 31170      | Escanécrabais                | 16,07            | 211 (2022)                        | 13                 |
| Esparron                   | 31172      | Esparronais                  | 5,53             | 42 (2022)                         | 7,6                |
| Estancarbon                | 31175      | Estancarbonais               | 6,23             | 615 (2022)                        | 99                 |
| Fabas                      | 31178      | Fabassiens                   | 18,68            | 199 (2022)                        | 11                 |
| Franquevielle              | 31197      | Franqueviellois              | 10,88            | 328 (2022)                        | 30                 |
| Frontignan-Savès           | 31201      | Frontignanais                | 2,81             | 67 (2022)                         | 24                 |
| Gensac-de-Boulogne         | 31218      | Gensacais                    | 10,96            | 97 (2022)                         | 8,9                |
| Goudex                     | 31223      | Goudessois                   | 2,61             | 40 (2022)                         | 15                 |
| L'Isle-en-Dodon            | 31239      | L'Islois                     | 22,58            | 1 622 (2022)                      | 72                 |
| Labarthe-Inard             | 31246      | Inardais                     | 9,97             | 872 (2022)                        | 87                 |
| Labarthe-Rivière           | 31247      | Bartains                     | 13,65            | 1 287 (2022)                      | 94                 |
| Labastide-Paumès           | 31251      | Paumésiens                   | 8,04             | 151 (2022)                        | 19                 |
| Lalouret-Laffiteau         | 31268      | Lalouretois                  | 5,39             | 137 (2022)                        | 25                 |
| Landorthe                  | 31270      | Andortans                    | 9,65             | 1 028 (2022)                      | 107                |
| Larcan                     | 31274      | Larcanais                    | 6,96             | 180 (2022)                        | 26                 |
| Larroque                   | 31276      | Roucanels                    | 19,83            | 292 (2022)                        | 15                 |
| Latoue                     | 31278      | Latois                       | 17,62            | 306 (2022)                        | 17                 |
| Lécussan                   | 31289      | Lécussannais                 | 7,43             | 260 (2022)                        | 35                 |
| Lespiteau                  | 31294      | Espitaliens                  | 1,81             | 79 (2022)                         | 44                 |
| Lespugue                   | 31295      | Lespuguais                   | 4,91             | 79 (2022)                         | 16                 |
| Lieoux                     | 31300      | Lieouxois                    | 5,83             | 126 (2022)                        | 22                 |
| Lilhac                     | 31301      | Lilhacois                    | 7,3              | 136 (2022)                        | 19                 |
| Lodes                      | 31302      | Lodesois                     | 13,74            | 303 (2022)                        | 22                 |
| Loudet                     | 31305      | Loudétois                    | 5,13             | 194 (2022)                        | 38                 |
| Martisserre                | 31322      | Martisserrois                | 6,17             | 66 (2022)                         | 11                 |
| Mauvezin                   | 31333      | Mauvezinois                  | 4,76             | 85 (2022)                         | 18                 |
| Mirambeau                  | 31343      | Mirambolais                  | 3,96             | 62 (2022)                         | 16                 |
| Miramont-de-Comminges      | 31344      | Miramontais                  | 8,09             | 743 (2022)                        | 92                 |
| Molas                      | 31347      | Molassiens                   | 10,43            | 164 (2022)                        | 16                 |
| Mondilhan                  | 31350      | Mondilhannais                | 10,02            | 81 (2022)                         | 8,1                |
| Montbernard                | 31363      | Montbernardais               | 18,31            | 211 (2022)                        | 12                 |
| Montesquieu-Guittaut       | 31373      | Montesquivains               | 10,06            | 171 (2022)                        | 17                 |
| Montgaillard-sur-Save      | 31378      | Montgaillardiers             | 4,13             | 67 (2022)                         | 16                 |
| Montmaurin                 | 31385      | Montmaurinois                | 8,45             | 192 (2022)                        | 23                 |
| Montoulieu-Saint-Bernard   | 31386      | Montoulieusais               | 4,83             | 223 (2022)                        | 46                 |
| Montréjeau                 | 31390      | Montréjeaulais               | 8,21             | 2 676 (2022)                      | 326                |
| Nénigan                    | 31397      | Néniganais                   | 2,38             | 50 (2022)                         | 21                 |
| Nizan-Gesse                | 31398      | Nizanais                     | 8,64             | 100 (2022)                        | 12                 |
| Péguilhan                  | 31412      | Péguilhanais                 | 23,58            | 255 (2022)                        | 11                 |
| Peyrissas                  | 31414      | Peyrissans                   | 7,82             | 83 (2022)                         | 11                 |
| Peyrouzet                  | 31415      | Peyrouzetois                 | 4,88             | 81 (2022)                         | 17                 |
| Pointis-Inard              | 31427      | Pointis-Inardais             | 14,66            | 920 (2022)                        | 63                 |
| Ponlat-Taillebourg         | 31430      | Ponlatais et Taillebourgeois | 8,6              | 622 (2022)                        | 72                 |
| Puymaurin                  | 31443      | Puymaurinois                 | 22,24            | 310 (2022)                        | 14                 |
| Régades                    | 31449      | Régadois                     | 3,62             | 131 (2022)                        | 36                 |
| Rieucazé                   | 31452      | Rieucazéens                  | 2,03             | 55 (2022)                         | 27                 |
| Riolas                     | 31456      | Riolasais                    | 2,86             | 55 (2022)                         | 19                 |
| Saint-André                | 31468      | Andrésiens                   | 18,69            | 241 (2022)                        | 13                 |
| Saint-Élix-Séglan          | 31477      | Saint-Élixois                | 2,86             | 47 (2022)                         | 16                 |
| Saint-Ferréol-de-Comminges | 31479      | Ferréolois                   | 5,88             | 60 (2022)                         | 10                 |
| Saint-Frajou               | 31482      | Fragulphiens                 | 16,61            | 205 (2022)                        | 12                 |
| Saint-Ignan                | 31487      | Saint-Ignanais               | 5,35             | 222 (2022)                        | 41                 |
| Saint-Lary-Boujean         | 31493      | Saint-Laryens                | 8,39             | 127 (2022)                        | 15                 |
| Saint-Laurent              | 31494      | Saint-Laurentais             | 8,39             | 177 (2022)                        | 21                 |
| Saint-Loup-en-Comminges    | 31498      | Saint-Loupois                | 4,73             | 38 (2022)                         | 8                  |
| Saint-Marcet               | 31502      | Saint-Marcetois              | 14,06            | 370 (2022)                        | 26                 |
| Saint-Pé-Delbosc           | 31510      | Saint-Péans                  | 5,51             | 144 (2022)                        | 26                 |
| Saint-Plancard             | 31513      | Saint-Plancardais            | 16,09            | 395 (2022)                        | 25                 |
| Salherm                    | 31522      | Salhermois                   | 5,87             | 64 (2022)                         | 11                 |
| Saman                      | 31528      | Samanais                     | 5,54             | 145 (2022)                        | 26                 |
| Samouillan                 | 31529      | Samouillanais                | 5,33             | 110 (2022)                        | 21                 |
| Sarrecave                  | 31531      | Sarrecavais                  | 2,49             | 72 (2022)                         | 29                 |
| Sarremezan                 | 31532      | Sarremezanais                | 4,25             | 90 (2022)                         | 21                 |
| Saux-et-Pomarède           | 31536      | Sauxemesnillais              | 12,52            | 241 (2022)                        | 19                 |
| Savarthès                  | 31537      | Savarthésois                 | 3,05             | 195 (2022)                        | 64                 |
| Sédeilhac                  | 31539      | Sedeilhacais                 | 6,16             | 65 (2022)                         | 11                 |
| Terrebasse                 | 31552      | Terrebassiens                | 9,56             | 139 (2022)                        | 15                 |
| Les Tourreilles            | 31556      | Tourreillais                 | 12,33            | 380 (2022)                        | 31                 |
| Valentine                  | 31565      | Valentinois                  | 8,03             | 875 (2022)                        | 109                |
| Villeneuve-de-Rivière      | 31585      | Villeneuvois                 | 13,57            | 1 732 (2022)                      | 128                |
| Villeneuve-Lécussan        | 31586      | Villenovanais                | 16,1             | 570 (2022)                        | 35                 |

### Démographie
| 1968   | 1975   | 1982   | 1990   | 1999   | 2006   | 2011   | 2016   | 2022   |
| ------ | ------ | ------ | ------ | ------ | ------ | ------ | ------ | ------ |
| 43 923 | 43 008 | 42 316 | 41 582 | 40 090 | 42 298 | 43 845 | 44 182 | 44 243 |

## Administration

### Siège
Le siège de la communauté de communes est situé à Saint-Gaudens, 4 Rue de la République.

### Élus
Le conseil communautaire de la communauté de communes se compose de 140 conseillers, représentant chacune des communes membres et élus pour une durée de six ans.
Ils sont répartis comme suit :
| Nombre de conseillers | Communes                                                   |
| --------------------- | ---------------------------------------------------------- |
| 24                    | Saint-Gaudens                                              |
| 5                     | Montréjeau                                                 |
| 3                     | Boulogne-sur-Gesse, L'Isle-en-Dodon, Villeneuve-de-Rivière |
| 2                     | Aurignac, Labarthe-Rivière, Landorthe                      |
| 1 (+1 suppléant)      | les 96 autres communes                                     |

### Liste des présidents
| Période       | Période                       | Identité                 | Étiquette | Qualité |
| ------------- | ----------------------------- | ------------------------ | --------- | --- |
| janvier 2017, | juillet 2020                  | Loïc Le Roux de Bretagne |           | Cadre retraité de chez BASF, ancien international de hockey sur gazon Adjoint au maire de L'Isle-en-Dodon Président de la CC des Portes du Comminges ( ? → 2016) |
| juillet 2020  | En cours (au 19 janvier 2024) | Magali Gasto-Oustric     |           | Formatrice ventes en CFA Adjointe au maire de Saint-Gaudens |

#### Vice-présidents
Au terme des élections municipales de 2020 dans la Haute-Garonne, le conseil communautaire renouvelé a élu le 11 juillet 2020 sa nouvelle présidente, Magali Gasto Oustric, maire-adjointe de Saint-Gaudens, et désigné ses vice-présidents, qui sont en 2024 : 
1. Alain Frechou, maire de Boissède ;
2. Claire Vougny, maire de Labarthe Rivière ;
3. Julien Lacroix, maire de Saman ;
4. Philippe Brillaud,  maire de Montrejeau ;
5. Jean Ferrère, maire de Terrebasse ;
6. Gilbert Sioutac, maire de Lilhac ;
7. Céline Laurenties-Barrère, maire de Péguilhan ;
8. Laure Vignaux, maire de Miramont Comminges ;
9. Jean-Charles Dasque, maire de Balesta ;
10. Alain Boubée, maire de Boulogne sur Gesse ;
11. Laurent Briol, maire d'Anan ;
12. Élisabeth Rouède, maire de Saint-Ignan ;
13. Marie-Hélène Fontaneau, maire de Saint-Plancard ;
14. Jean-Claude Durroux, maire d'Aulon.

Le bureau communautaire de la mandature 2020-2026 est constitué de la présidente, des vice-présidents et de dix autres membres.

### Compétences
L'intercommunalité exerce les compétences qui lui ont été transférées par les communes membres, dans les conditions déterminées par le Code général des collectivités territoriales. Elles s'insèrent dans les champs suivants : 
- Aménagement de l’espace : SCoT,  PLU, cartes communales…
- Développement économique et aménagement des zones d'activité ;
- Gestion des milieux aquatiques et prévention des inondations (GEMAPI) ;
- Aire d’accueil des gens du voyage ;
- Collecte et traitement des déchets ménagers ;
- Eau et assainissement ;
- Voirie communautaire ;
- Politique du logement social ;
- Politique de la ville ;
- Équipements sportifs d’intérêt communautaire
- Maisons de services au public ;
- Enfance/petite enfance
- Jeunesse
- Sport et culture
- Transports
- Aménagement numérique
- Tourisme, etc…..

La communauté est membre du Pays Comminges Pyrénées.

### Régime fiscal et budget
La communauté de communes est un établissement public de coopération intercommunale à fiscalité propre.
Afin de financer l'exercice de ses compétences, l'intercommunalité perçoit la fiscalité professionnelle unique (FPU) – qui a succédé à la taxe professionnelle unique (TPU) – et assure une péréquation de ressources entre les communes résidentielles et celles dotées de zones d'activité.
Elle ne reverse pas de dotation de solidarité communautaire (DSC) à ses communes membres.
L'intercommunalité bénéficie d'une bonification de sa dotation globale de fonctionnement (DGF).

### Identité visuelle
En 2018, un nouveau logo et une charte graphique sont mis en place pour accroître la visibilité de la communauté des communes. Cette nouvelle identité visuelle a été élaborée par l'agence Inconito, qui avait également conçu le logo de la métropole toulousaine ou du conseil départemental, pour un coût de 12 400 euros.

Logo provisoire de la communauté de janvier 2017 à mars 2018.
Logo de la communauté depuis mars 2018.